# Roxane Rodriguez
Pour l’article ayant un titre homophone, voir Roxan Rodriguez.
Roxane Rodriguez est une créatrice, décoratrice d’intérieur, directrice artistique et antiquaire française, née à Boulogne-sur-Mer, le 1er octobre 1971.
Elle est directrice artistique de Ladurée, de 2005 à 2008, à Paris ainsi qu’à l’international. Elle élabore également l’identité visuelle de Paul (entreprise) sur la thématique des « Natures mortes. En 2011, elle conçoit le décor de la bijouterie de Lydia Courteille, Rue Saint-Honoré Saint Honoré à Paris. Elle décore de nombreux appartements privés ainsi que des maisons, et scénographie des expositions. Elle prépare une ligne de mobilier baptisée Cèbés inspirée de la pensée du philosophe antique qui explore la relation entre le fond, la forme et la fonction. Son premier meuble « Inexacte Instruction » est présenté d'ailleurs en 2011, lors de l'exposition « AD - Artcurial Intérieurs, L'Art de vivre avec l'art ».

## Biographie

### Enfance et formation
Fille d’antiquaires, elle grandit au cœur d'une grande diversité d'époques et de styles de mobiliers, d’objets. Elle étudie à l’IESA. Elle s'imprègne de l'ambiance éclectique du XIXe siècle et affine ses centres d’intérêts : elle aime les univers d'Edgar Allan Poe, du Comte de Lautréamont, de Charles Baudelaire, de Joris Karl Huysmans. Elle éprouve une véritable passion pour l’histoire des idées en général, les philosophes et les humanistes l’accompagneront dans son cheminement. Cette éducation lui donne le goût de créer des liens entre les époques.
Elle est l’une des premières antiquaires à s'intéresser au mobilier de créateurs issus de la seconde moitié du XIXe siècle, pour dévoiler l’absence de reconnaissance de certains artistes oubliés, tels qu'Édouard Lièvre, Guillaume Charles Diehl ou la Maison Christofle.
À partir de 2003, elle est membre du SNA Syndicat national antiquaire). En 2004, benjamine de la Biennale, elle présentera l’un des meubles les plus importants du XIXe : un meuble à deux corps d'Édouard Lièvre, de style japonisant, en palissandre de Rio et bronze doré (1877). Elle conçoit pour celui-ci, sa première scénographie. Pour cette occasion, elle publie le catalogue monographique sur l'Artiste subtilement ranimé. Les catalogues sont généralement préfacés par des conservateurs de musées comme Daniel Alcouffe, Marc Bascou, Thierry Crépin-Leblond, Véronique Notin. Lors d'une exposition en 1998 sur le Japonisme ou "le goût de l'exostisme" elle travaille en collaboration à l'élaboration du catalogue avec Roberto Polo.

### Décoration et Graphisme
C’est en 1993, qu’elle rencontre avec Francis Holder, PDG du Groupe Holder dont les deux filiales les plus connues sont la chaîne de boulangerie Paul et la pâtisserie Ladurée. C’est en tant que spécialiste du XIXe siècle que Francis Holder lui demande d’aménager, en 2002, le salon de thé Ladurée à Saint Germain des Prés, à l’angle de la rue Bonaparte et de la rue Jacob, l’ancien antre de Madeleine Castaing, grande Dame de la décoration. De 2005 à 2008, elle est la décoratrice artistique pour la Maison Ladurée. Ses décors et son mobilier se veulent intemporels et ont pour fondement la notion de « La Durée », ce qui porte l’enseigne à se développer à l’international[pas clair]. Puisque pour elle, « Le temps n'existe pas », elle opère la fusion entre époques, philosophie et littérature[non neutre].
En 2018, Ladurée est condamnée au profit de Roxane Rodriguez au titre de « préjudice résultant des atteintes au droit moral d'auteur »[réf. nécessaire]. Le 28 octobre 2021, François Cardona et Christophe Barrére réalisent une investigation pour Complément d'enquête intitulée « Paul et Ladurée : l'histoire secrète des boulangeries milliardaires », diffusée sur France 2.
Parallèlement à son parcours d’antiquaire, Roxane Rodriguez revisite l’identité visuelle des boulangeries Paul en s’inspirant des natures mortes.
Utilisant et modernisant le savoir-faire français, elle s'entoure d'artisans reconnus,,,,, : entre autres, les ateliers Meriguet, Phelippeau Tapissier, S.O.E Stuc et Staff, Chevillard orfèvrerie.
Un article de 10 pages lui est consacré dans le AD Allemagne en septembre 2021 par le journaliste Yan Phillips et le photographe Stephan Julliard.

Quelques créations de Roxane Rodriguez
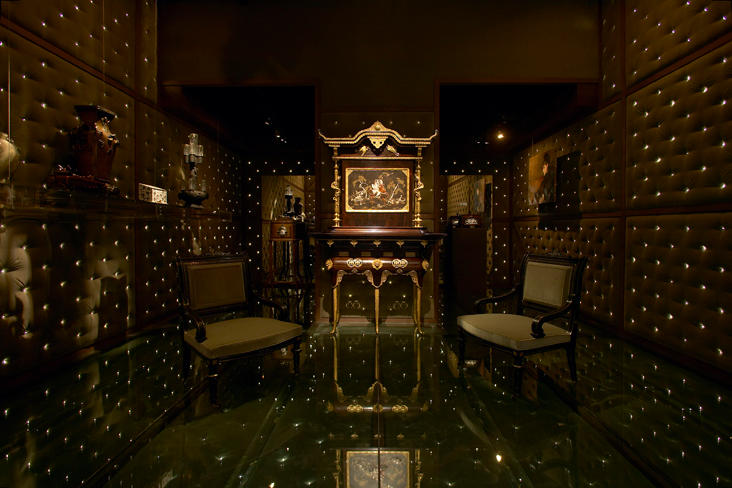
2004 : Stand de la Biennale des antiquaires, Paris.
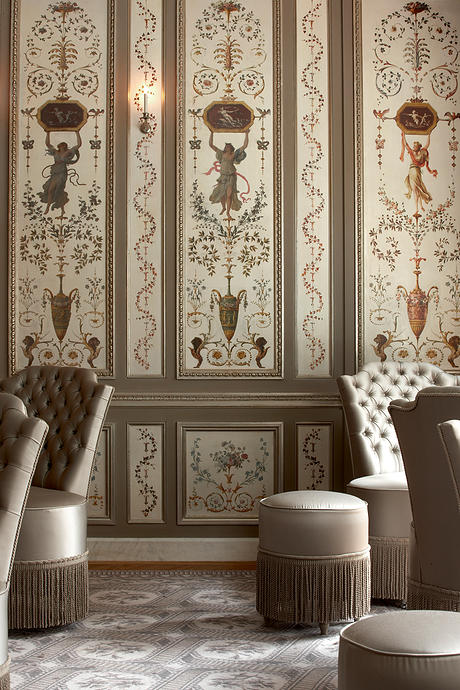
2008 : Ladurée - Le Boudoir de Marie-Antoinette, Tokyo.
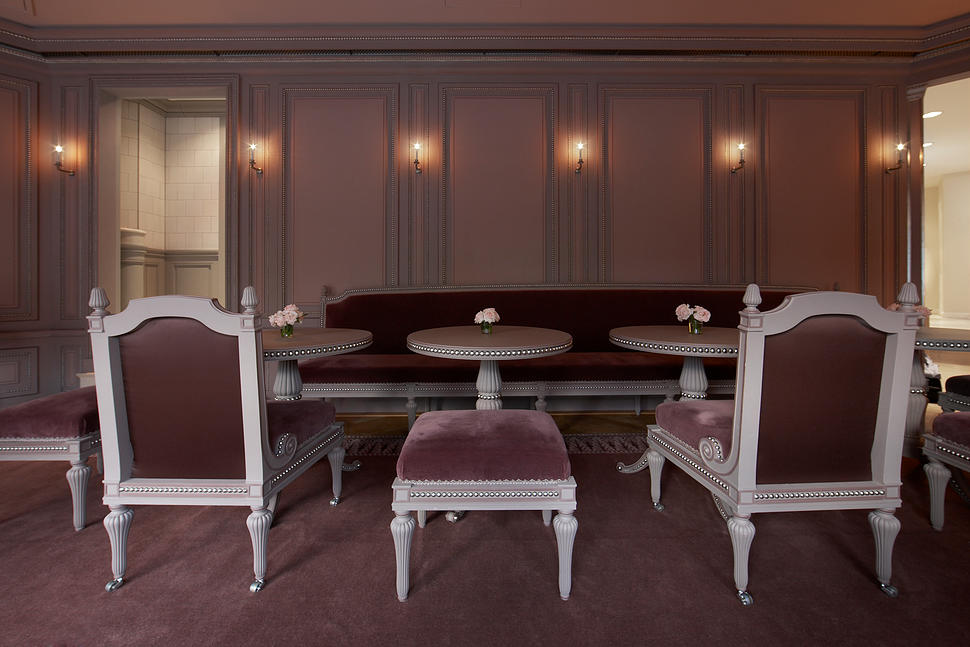
2008 : Ladurée - Le Salon aux perles, Tokyo.
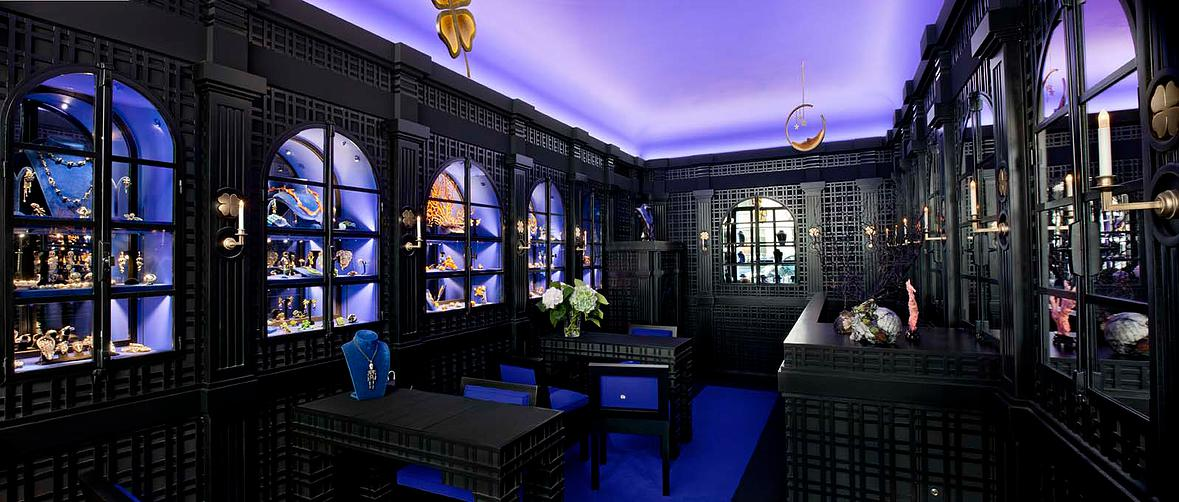
2011 : Bijouterie Lydia Courteille, Paris.
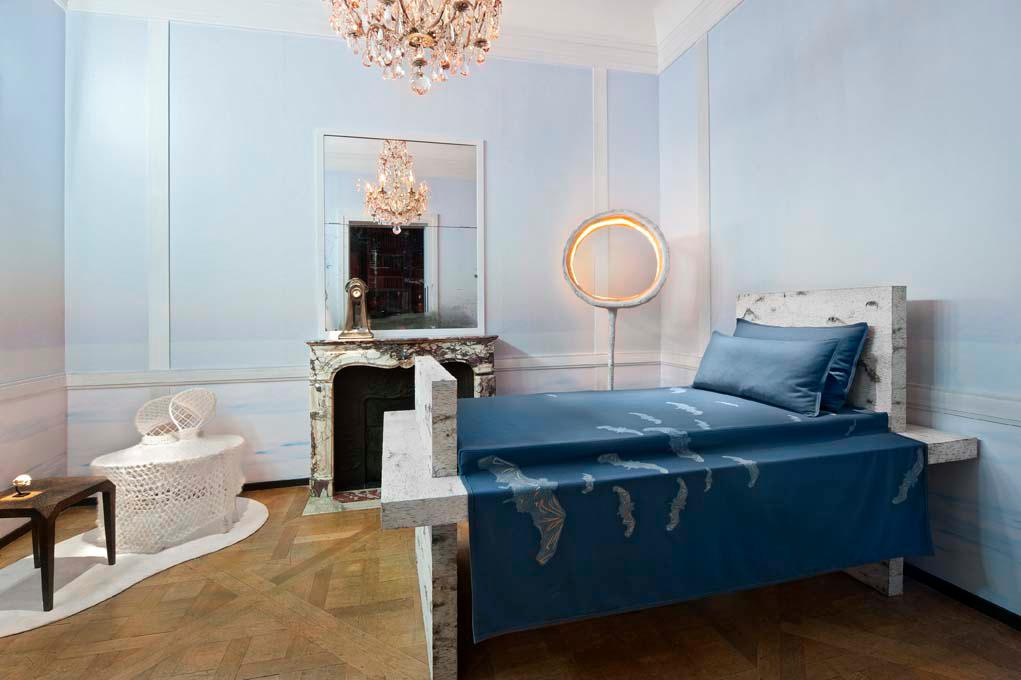
2011 : Art Curial Intérieurs "L’Art de vivre avec l’art", "la Chambre onirique".
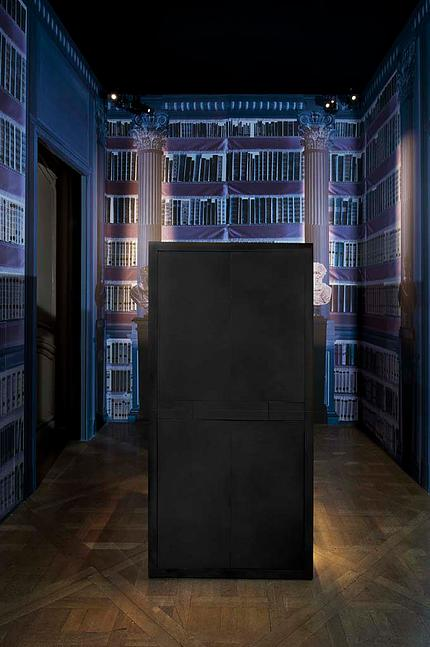
2011 : Inexacte instruction - 1er meuble de la ligne Cébès.
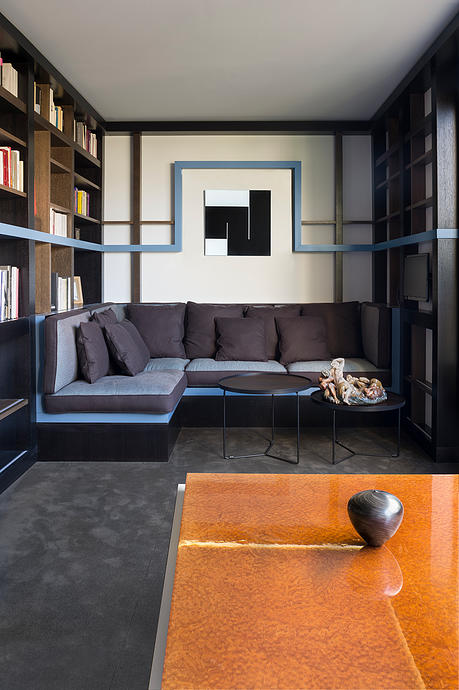
2011 : Appartement privé : "Ligne bleue", Paris.

## Liste chronologique des œuvres

### Décoration
- 2002 : Ladurée – Décoration du salon de thé et conservation de la mémoire de Madeleine Castaing, à Saint Germain des Prés, Paris[27].
- 2005 à 2008 : Ladurée – Directrice artistique -  Décoration des salons de thé : Paris-Londres-Tokyo-Monaco-Genève-Lausanne[28].
- 2008 à 2011 : Décoration d’appartements privés à Paris.
- 2011 : Lydia Courteille – Décoration de sa bijouterie rue Saint Honoré, Paris[29].
- 2011 à aujourd’hui : Décoration d’appartements privés en France et à l’International.

### Expositions et scénographies
- 1998 : Japonisme - Première exposition et édition d’un catalogue : « Japonisme[30] », préface de Daniel Alcouffe (Musée du Louvre) et Marc Bascou (Musée d’Orsay)[31]
- 2001 : Pavillon des antiquaires aux tuileries – exposante
- 2003 : Émaux - Seconde exposition et édition d’un catalogue : « Émaux », préface de Véronique Notin (musée de l’Évêché, Limoges)[32]
- 2004 : XIIe biennale des antiquaires – Troisième exposition et édition d’un catalogue : « Édouard Lièvre, Optima Propagare », préface de Thierry Crepin- Leblond (musée de Blois) - Benjamine[33]
- 2007 : « Design Miami - Basel » Suisse - Scénographie du stand de la galerie Hugues Magen
- 2008 : « Design Miami - Basel » Miami - Scénographie du stand de la galerie Hugues Magen[34]
- 2011 : Art Curial Intérieurs « L’Art de vivre avec l’art » - Quatrième exposition « La bibliothèque et la chambre onirique »[35] ; sélection de 12 décorateurs autour du style français[36]
- 2017 : Centre Spirituel et Culturel Orthodoxe Russe à Paris " Anatole Demidoff " Voyage en Russie au XIXe siècle" entre art et diplomatie.

### Mobilier
- 2009 : naissance de la ligne de mobilier « Cebes[9] »
- 2011 : Secrétaire « Inexacte instruction » de la ligne Cébès
- 2010 : Siège Clothoide pour Lydia Courteille[37]

## Galeries, catalogues raisonnés et prix
- 1997 : galerie Roxane Rodriguez, Rue de Provence Paris IX
- 1997 : quartier Drouot - Membre
- 1998 : quartier Drouot – 1er Prix de l’objet de curiosité
- 1998 : édition du catalogue d’exposition « Japonisme, le goût de l’exotisme au XIXe siècle »
- 2003 : galerie Roxane Rodriguez, Rue de Seine Paris VIII[38]
- 2003 : SNA – Membre du Syndicat national des antiquaires
- 2004 : Benjamine de la XIIe Biennale des antiquaires.
- 2004 : édition du catalogue d’exposition « Edouard Lièvre, Optima Propagare »
- 2005 : édition du livre « Polyuréthanes : Louis Durot » en collaboration avec Alan Grizot
- 2008 : lauréate « Talent de l’originalité » aux Talents du Luxe[39] - Prix aux Talents du Luxe[40]
- 2011 : Art Curial Intérieurs « L’Art de vivre avec l’art » - Exposante parmi les 12 Décorateurs sélectionnés[41]